# Зуев, Павел Никитич
Павел Никитич Зуев (1901, деревня Маринкино, Шумилинский район, Витебская область, Российская империя — декабрь 1980, Советский Союз) — руководитель Главного управления рабоче-крестьянской милиции.

## Биография
Родился в белорусской семье рабочего-железнодорожника. В РКП(б) с марта 1921 г. (член РКСМ с 1921 по 1923 г.). Ремонтный рабочий 1-го участка службы пути станции Смоленск МББ ж. д. с ноября 1914 по август 1915 г., ремонтный рабочий 37-го околотка службы пути станции Плоская МББ ж. д. с августа 1915 по март 1916 г.; сторож в Управлении постройки ж. д. Арзамас—Шихраны с марта 1916 по декабрь 1917 г.; вернулся на должность ремонтного рабочего 37-го околотка службы пути станции Плоская МББ ж. д. в декабре 1917 и проработал на оной до мая 1919 г.

## РККА
Рядовой Карачевского ж.-д. отряда 05.1919—03.1920. Рядовой 20-го запасного стрелкового полка с марта по июнь 1920 г. Рядовой-телефонист роты связи Харьковской бригады курсантов с сентября 1920 по февраль 1921 г. Командир взвода 15-й отдельной сапёрной роты 15-й стрелковой дивизии с сентября по ноябрь 1924. Командир роты 6-го отдельного сапёрного батальона 6-го стрелкового корпуса с ноября 1924 по октябрь 1926 г. Заведующий сапёрным обучением 285-го стрелкового полка 95-й стрелковой дивизии с октября 1926 по декабрь 1930 г. Начальник батальонной школы 14-го отдельного сапёрного батальона 14-го стрелкового корпуса с декабря 1930 по март 1932 г.

## ОГПУ-НКВД-МВД
Начальник инженерного обучения пограничной школы ОГПУ с марта 1932 по январь 1933 г. Старший инспектор отдела пограничной службы ГУПВО НКВД СССР с июня 1938 по 27 января 1939 г. Начальник отдела отдела фельдсвязи Административно-хозяйственного управления НКВД СССР с 27 января 1939 по 25 июля 1939 г. 1-й заместитель начальника ГУ РКМ НКВД СССР с 25 июля по 29 июля 1939 г. С 29 июля 1939 по 14 марта 1940 г. являлся начальником ГУ РКМ НКВД СССР.
Начальник Главного тюремного управления НКВД СССР с 14 марта 1940 по 26 февраля 1941 г. Старший помощник начальника отдела МПВО УНКВД Московской области с 12 марта 1941 по июнь 1941 г. С началом Великой Отечественной войны становится начальником отдела связи штаба партизанского движения Брянского фронта (июнь 1941 — апрель 1943 г.). Начальник 2-го отделения 4-го отдела УНКВД Московской области (упомоминание об этом зафиксировано в мае 1942 г). Заместитель начальника 4-го отдела УНКВД Московской области с февраля 1942 г. Начальник спецшколы по подготовке диверсантов-разведчиков при УНКВД Московской области в 1942—1943 гг. Помощник начальника оперативного отдела штаба инженерных войск 3-го Белорусского фронта с апреля 1943 по март 1945 г. Начальник кафедры Московского высшего военного инженерно-строительного училища с марта 1945 по апрель 1946 г. Начальник кафедры Московского высшего военно-инженерного училища с апреля 1946 по июль 1947 г. Начальник военной кафедры Московского строительного института с июля 1947 по апрель 1950 г. В заграничной командировке в Болгарии с апреля 1950 по январь 1954 г. Начальник факультета Военно-инженерной академии имени Куйбышева с января 1954 по ноябрь 1958 г.

## На пенсии
Пенсионер, проживал в Москве, с ноября 1958 по сентябрь 1960 г. Преподаватель строительного техникума Москвы в сентябре 1960 — апреле 1964 г. Заведующий производственной практикой Московского строительного техникума в апреле 1964 — январе 1965 г. Начальник вечернего отделения Московского строительного техникума Министерства обороны СССР в январе 1965 — августе 1967 г. Начальник дневного отделения Московского строительного техникума в августе 1967 — июле 1978 г. Снова на пенсии с июля 1978 г.

## Образование
- Екатеринославские инженерно-командные курсы РККА с июня по сентябрь 1920 г.;
- Екатеринославская военно-инженерная школа РККА с февраля 1921 по декабрь 1922 г.;
- Киевская военно-инженерная школа РККА с декабря 1922 по сентябрь 1924 г.;
- Военно-инженерная академия РККА с января 1933 по июнь 1938 г.

## Звания
- майор;
- майор государственной безопасности (14 марта 1940 г.);
- полковник.

## Награды
- орден Ленина;
- 2 ордена Красного Знамени;
- орден Отечественной войны 1-й степени;
- орден Красной Звезды;
- орден «Знак Почёта» (26.04.1940);
- медаль «За победу над Германией в Великой Отечественной войне 1941—1945 гг.»
- медаль «Ветеран Вооруженных Сил СССР»
- 8 медалей.